# Сидарбенд (тауншип, Миннесота)
Сидарбенд (англ. Cedarbend) — тауншип в округе Розо, Миннесота, США. На 2000 год его население составило 230 человек.

## География
По данным Бюро переписи населения США площадь тауншипа составляет 93,3 км², из которых 93,3 км² занимает суша, водоёмов нет.

## Демография
По данным переписи населения 2000 года здесь находились 230 человек, 82 домохозяйства и 61 семья.  Плотность населения —  2,5 чел./км².  На территории тауншипа расположено 99 построек со средней плотностью 1,1 построек на один квадратный километр. Расовый состав населения: 97,83 % белых, 0,43 % коренных американцев, 0,87 % — других рас США и 0,87 % приходится на две или более других рас. Испанцы или латиноамериканцы любой расы составляли 0,87 % от популяции тауншипа.
Из 82 домохозяйств в 41,5 % воспитывались дети до 18 лет, в 62,2 % проживали супружеские пары, в 4,9 % проживали незамужние женщины и в 25,6 % домохозяйств проживали несемейные люди. 17,1 % домохозяйств состояли из одного человека, при том 3,7 % из — одиноких пожилых людей старше 65 лет. Средний размер домохозяйства — 2,80, а семьи — 3,23 человека.
31,3 % населения — младше 18 лет, 11,3 % — в возрасте от 18 до 24 лет, 31,3 % — от 25 до 44, 18,7 % — от 45 до 64, и 7,4 % — старше 65 лет. Средний возраст — 31 год. На каждые 100 женщин приходилось 117,0 мужчин.  На каждые 100 женщин старше 18 приходилось 119,4 мужчин.
Средний годовой доход домохозяйства составлял 34 643 доллара, а средний годовой доход семьи —  33 750 долларов. Средний доход мужчин —  28 125  долларов, в то время как у женщин — 20 313. Доход на душу населения составил 15 654 доллара. За чертой бедности находились 3,7 % семей и 4,1 % всего населения тауншипа, из которых 7,3 % младше 18 лет.